# Tanychela pilosa
Tanychela pilosa là một loài tò vò trong họ Ichneumonidae.